# Шляхов, Александр Романович
Шляхов Александр Романович (1925, Новотроенка, Сибирский край — 1994, Москва) — деятель советских органов юстиции, основатель системы судебно-экспертных учреждений органов юстиции, учёный-правовед в области криминалистики и судебной экспертизы, создатель и первый директор ЦНИИСЭ (ВНИИСЭ).
Доктор юридических наук. Профессор. Заслуженный юрист РСФСР.

## Биография
- 1925 год — родился в селе Ново-Троинка Усть-Калманского района Алтайского края.
- 1943 год — призван в РККА, ветеран Великой Отечественной войны, инвалид (получил огнестрельную травму лица, потерял глаз).
- 1945 год — поступил в МЮИ и в 1949 г. его окончил, одновременно работая на заводе. После окончания института принят в аспирантуру по кафедре криминалистики.
- 1952—1956 года — начальник отдела судебно-криминалистических учреждений Министерства юстиции СССР. На данной должности организовывал новые научно-исследовательские лаборатории (НИКЛ) в соответствии с распоряжением Совета министров СССР[1], которое предусматривало на первом этапе создание НИКЛ в городах Минске, Ташкенте, Алма-Ате, Тбилиси, Риге, а по РСФСР — в Ростове-на-Дону, Саратове, Свердловске, Новосибирске и Хабаровске.
- 1956—1962 года — начальник отдела судебно-криминалистических учреждений Министерства юстиции РСФСР, так как в 1956 году Минюст СССР был упразднен, где продолжил активную деятельность по созданию сети судебно-экспертных учреждений органов юстиции на территории РСФСР.
- 1962 год — назначен директором ЦНИИСЭ (ВНИИСЭ).

## Научная деятельность

#### Диссертационные работы
- 1958 год — защита диссертации на соискание ученой степени кандидата юридических наук «Основные вопросы планирования советского предварительного следствия»
- 1972 год — защита в Ленинградском университете диссертации на соискание ученой степени доктора юридических наук «Современные проблемы теории и практики криминалистической экспертизы в СССР».

#### Публикации
- Общие положения методики криминалистической экспертизы, М., 1961
- Процессуальные и организационные основы криминалистической экспертизы, 1972
- Общая характеристика методов экспертного исследования (в соавторстве), 1977
- Основы правовой кибернетики" (в соавторстве), 1977
- Общая характеристика методов экспертного исследования (совместно с Винбергом А. И.)//Труды ВНИИСЭ, вып. 28, 1977.
- Задачи судебной экспертизы. Там же. Вып. 42, 1980.
- Судебная экспертиза: организация и проведение, 1979
- Классификация судебных экспертиз, Волгоград: Высшая следств. школа МВД СССР, 1980
- Судебная экспертиза и правосудие, 1981,
- Назначение и производство судебных экспертиз, (в соавторстве), 1988
- Труды по судебной экспертизе, М.: РФЦСЭ, «Наука», 2006.

Всего известно более 250 научных работ.

## Общественно-научная работа
- Председатель секции «Кибернетика и право» Научного совета по комплексной проблеме «Кибернетика» АН СССР
- Председатель секции «Судебная экспертиза» Научного совета «Закономерности развития государства, управления и права» АН СССР
- Председатель научно-консультационного совета Министерства юстиции СССР
- Член диссертационного совета ВЮЗИ
- Член редколлегии журнала «Правоведение»

## Награды
- Орден Красной Звезды
- Орден Трудового Красного Знамени
- Орден Отечественной войны (II степени)
- Орден Славы (III степени)
- Нагрудный знак «Почетный юрист РСФСР»